# プリース・デヴァルー (第9代ヘレフォード子爵)
第9代ヘレフォード子爵プリース・デヴァルー（英語: Price Devereux, 9th Viscount Hereford、1664年 – 1740年10月3日）は、イギリスの政治家、貴族。

## 生涯
プリース・デヴァルー（Price Devereux、1666年没、第5代ヘレフォード子爵ウォルター・デヴァルーの弟ジョージの孫。第二次英蘭戦争で戦死）と3人目の妻メアリー・スティーブンス（Mary Stephens）の息子として、1664年に生まれた。
イングランド国教会一徹で育てられ、1688年にジェームズ2世が審査法と刑罰法の廃止について意見を求めたときは廃止に反対した。1690年イングランド総選挙で議員就任を目指したが、後に説得されモンゴメリー選挙区の現職チャールズ・ハーバート（Charles Herbert）が再選することとなった。やがてハーバートがオーグリムの戦いで戦死すると、1691年11月に補欠選挙が行われデヴァルーが当選した。議会ではカントリ派とされ、1696年には第3代準男爵サー・ジョン・フェンウィックの私権剥奪に反対票を投じた。
1700年8月9日に第5代ヘレフォード子爵の孫にあたる第8代ヘレフォード子爵エドワード・デヴァルーが死去すると、ヘレフォード子爵の爵位を継承、1701年2月19日に貴族院に初登院したが、欠席が多く、爵位継承から1715年までの16会期のうち7会期は全く出席せず、6会期は出席率が4分の1を下回り、残りの3会期の出席率も3分の1を上回ることはなかったという。
1711年1月29日にモンゴメリーシャー首席治安判事に、1714年5月29日にカーディガンシャー首席治安判事に任命されたが、1714年12月1日に解任された。また、1715年5月3日にはジョージ1世への忠誠の宣誓に応じた。
1730年4月8日を最後に、貴族院に登院しなくなった。
1740年10月3日にヴェイノアで死去、ベリューで埋葬された。息子プリースが爵位を継承した。

## 家族
1683年12月3日、メアリー・サンズ（Mary Sandys、1729年1月14日没、サミュエル・サンズの娘）と結婚、1男1女をもうけた。
- プリース（1694年 – 1748年） - 第10代ヘレフォード子爵
- メアリー - ウィリアム・プリース（William Price）と結婚